# Cetina (kommunhuvudort)
Cetina är en kommunhuvudort i Spanien.   Den ligger i provinsen Provincia de Zaragoza och regionen Aragonien, i den centrala delen av landet, 170 km nordost om huvudstaden Madrid. Cetina ligger 686 meter över havet och antalet invånare är 715.
Terrängen runt Cetina är kuperad åt nordost, men åt sydväst är den platt. Cetina ligger nere i en dal. Runt Cetina är det mycket glesbefolkat, med 7 invånare per kvadratkilometer. Närmaste större samhälle är Ateca, 14,8 km öster om Cetina. Trakten runt Cetina består till största delen av jordbruksmark.